# Автобус (фильм, 1961)
«Автобус» (норв. Bussen) — норвежская комедия 1961 года режиссёра Арне Скуэна по его же сценарию.
Фильм стал одним из самых популярных фильмов в Норвегии в 1961 году, собрал в прокате 346 800 норвежских крон всего за одну неделю, до него ни один фильм, ни норвежский, ни зарубежный, не собирал столько за такой промежуток времени, к концу года сборы составили около 1,5 миллиона крон.
В 1963 году вышел датский ремейк, снятый режиссёром Финном Хенриксеном.

## Сюжет
Фильм рассказывает о водителе Торвальде, который управляет стареньким автобусом на маршруте в сельской местности. Как и его автобус 1923 года выпуска, сам он настолько старомоден, что находит время помогать людям на маршруте, поэтому часто не берёт плату за проезд и не особо следит за расписанием. Ибо он должен быть консультантом, сторожем кур, шарлатаном, учителем математики, няней, защитником животных; сегодня он заплетает косички, а на следующий день разнимает драчунов. Глава управления транспорта, получивший заманчивое предложение крупной пригородной автобусной компании взять на себя маршрут, решает уволить Торвальда. Кроме того, в дело вмешиваются местные браконьеры, которым Торвальд мешает. Окружной совет даёт согласие на предложение, потому что никто не осмеливается идти против, как и местный мэр. Но акушерка Клара, жена мэра, и шериф Хауген осмеливаются. Они понимают, что значит Торвальд для жителей сельской местности. С их помощью и поддержкой местных жителей Торвальд сохранит маршрут.

## В ролях
- Лейф Юстер[англ.] — Торвальд, водитель автобуса
- Лалла Карлсен — Клара Таллеруд, акушерка
- Эгиль Хьорт-Йенссен[англ.] — Таллеруд, мэр
- Торе Фосс[англ.] — Хоген, шериф
- Лотар Линдтнер[англ.] — Фьелл-Ольсен, глава управления транспорта
- Лассе Кольстад[англ.] — Ларс, боксер
- Синн Скоуэн — Кайя

В эпизодах Том Ремлов, Рольф Санд, Арве Опсаль, Ранди Бренне и другие.

## Съёмки

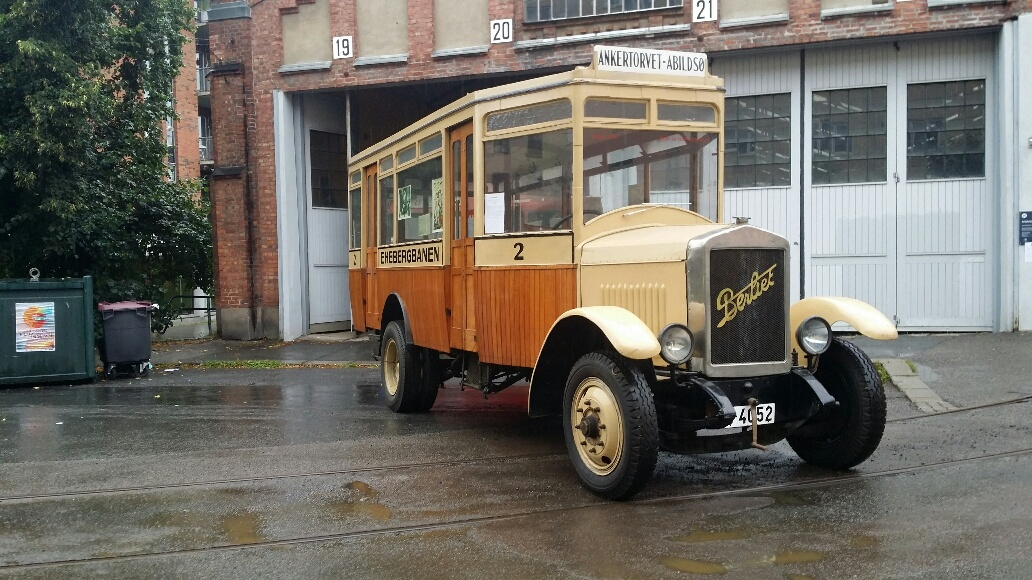
Автобус из фильма в музее, 2015 год

Натурные съёмки велись в коммуне Берум (Норвегия).
Автобус в фильме — Berliet модели 1924 года выпуска, в 1931 году он был выведен из эксплуатации и был в резерве, с 1960-х годов находится в музее.